# Gideon Brecher
Gideon Brecher známý jako Gedalja ben Eliezer z Prostějova (14. ledna 1797, Prostějov – 14. května 1873, Prostějov) byl významnou osobností židovského duchovního života na Moravě v 19. století. Byl pochován na starém židovském hřbitově v Prostějově.

## Život
Narodil se v Prostějově, kde získal již v útlém věku tradiční židovské vzdělání. Jak bývalo v této době zvykem, odešel ve věku osmi či devíti let na ješivu, nejprve do Ivančic a později do Mikulova, kde studoval i u vrchního zemského rabína Mordechaje Beneta (1753–1829). Posléze působil jako soukromý učitel náboženství v moravských židovských obcích v Rousínově a Lomnici.
V roce 1817 přijel na pozvání svého strýce do Pešti, kde v následujícím roce začal studovat medicínu. Titul v oboru chirurgie a porodnictví získal v roce 1824. Po studiích se vrátil do rodného Prostějova, kde si otevřel soukromou lékařskou praxi. Židovská obec v Prostějově tehdy provozovala vlastní nemocnici, v níž byl zaměstnán jako lékař (Spitalarzt) od roku 1831 až do svého úmrtí. Byl prvním Židem z Prostějova, který mohl vystudovat medicínu.
V roce 1827 se oženil s Josephinou (Hajlou) Zadekovou (1805–1885) a měli spolu tři syny Aloise (Eliezera), Adolfa (Árona) a Moritze (Mošeho). Stal se váženým členem prostějovské židovské obce. Byl členem jejího představenstva, pohřebního bratrstva (Chevra kadiša) a zastával funkci inspektora židovské školy.

## Dílo
Jeho sláva v židovské literatuře spočívá hlavně v jeho hebrejském komentáři ke Knize Kuzari z 12. století, jejímž autorem je Jehuda ha-Levi. Brecherův komentář publikoval v letech 1838–1840 pražský vydavatel Moše Israel Landau.
Věnoval se i vědeckým pracím. Je autorem monografie o obřízce Die Beschneidung der Israeliten (Vídeň, 1845, úvod k ní napsal rabín Hirsch Fassel z Prostějova a dodatek synovec Moritz Steinschneider), a také mnoha příspěvků do vědeckých a literárních časopisů, sborníků a některých důležitých znaleckých posudků o sociálních a náboženských otázkách. Napsal také Die Unsterblichkeitslehre des Israelitischen Volkes (Vídeň, 1857), jejíž francouzský překlad od Isidore Cahena se objevil v tom samém roce a Eleh ha-Ketubim be-Shemot, z nichž část byla revidována a zveřejněna jeho synem Adolfem Brecherem až posmrtně.